# Cratere Nicolai

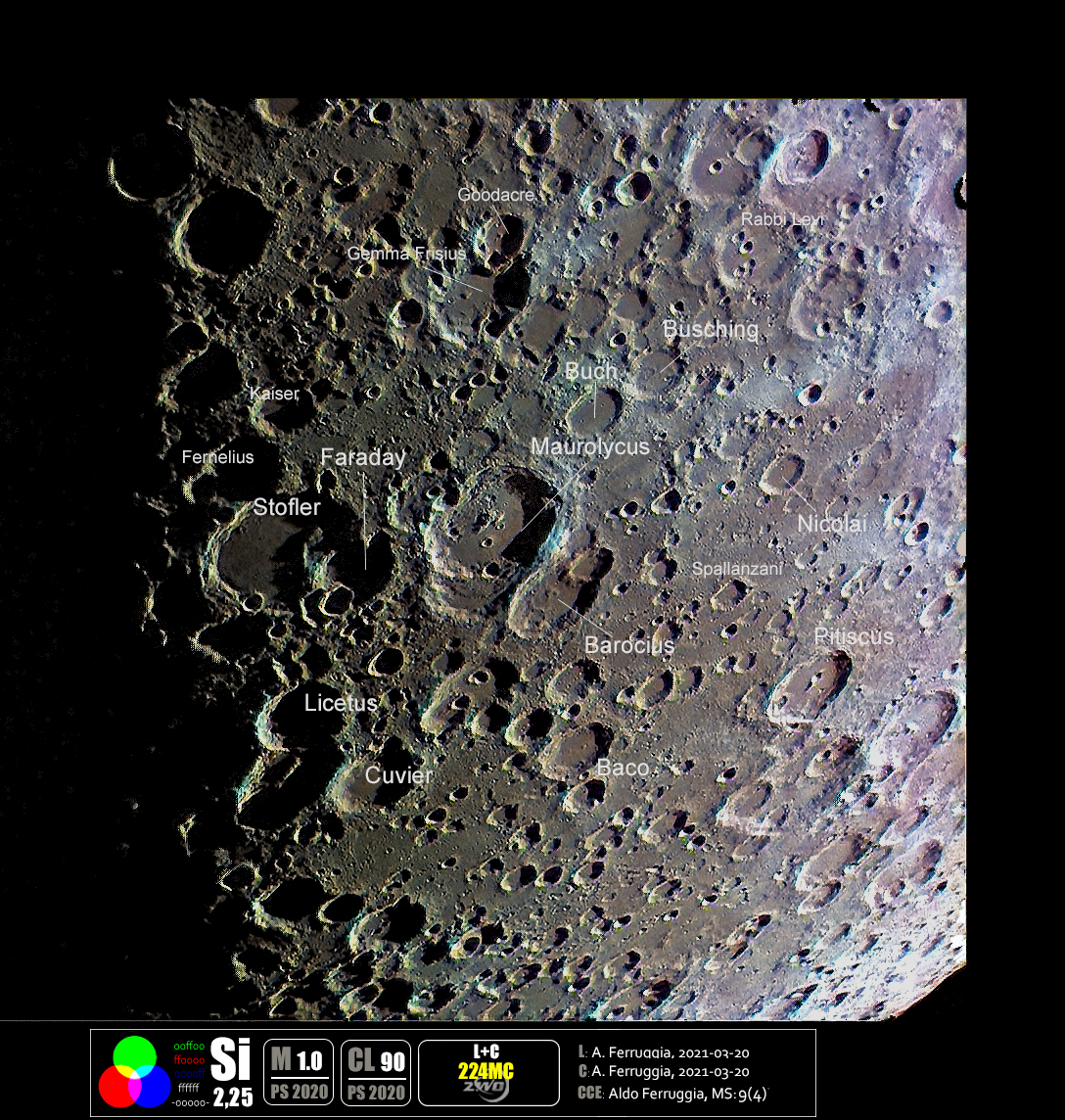
Immagine selenocromatica dell'area del cratere

Nicolai è un cratere lunare di 40,54 km situato nella parte sud-orientale della faccia visibile della Luna.